# City-Biathlon
Der City-Biathlon ist eine jährlich stattfindende internationale Sommerbiathlon-Veranstaltung, die zwischen 2005 und 2014 in Püttlingen im Saarland, von 2018 bis 2023 in Wiesbaden und seit 2024 in Dresden ausgetragen wird. Neben Wettkämpfen aktiver männlicher und weiblicher Athleten, die jeweils aus Qualifikationsrennen und einem Finale bestehen, gibt es zudem ein Nachwuchsrennen und ein Rennen von Parasportlern. In der Vergangenheit fand einmalig im Jahr 2007 ein All-Star-Rennen ehemaliger Biathleten und 2023 einen Abschiedswettkampf neu zurückgetretener Athleten statt. 2022 wurde aufgrund der in Ruhpolding stattfindenden Sommerbiathlon-Weltmeisterschaften auf eine Austragung des City-Biathlon verzichtet.

## Konzept
Wie im Winterbiathlon besteht das Rennen aus einer auf Rollski zu bewältigenden Langlauf-Strecke sowie Stehend- und Liegendschießen. Die Athleten müssen in jeder Runde den in Püttlingen etwa 1,6 Kilometer, in Wiesbaden etwa 1,8 Kilometer und in Dresden ungefähr 2,3 Kilometer langen Stadtkurs zurücklegen. Um die Chancengleichheit zu wahren, werden die Rollskis für alle Sportler einheitlich zur Verfügung gestellt. Ähnlich wie bei den Staffelrennen im Winter stehen jedem Athleten drei Nachladepatronen pro Schießstand zur Verfügung; sollten trotzdem nicht alle fünf Scheiben getroffen werden, müssen sie pro stehengebliebener Scheibe für zehn Sekunden in die „Penalty-Box“, die aus Platzgründen die Strafrunde ersetzt.
Die Vorrundenläufe wurden bis 2014 im Stile eines Le-Mans-Starts (alle Teilnehmer starten von einer gemeinsamen Startlinie und begeben sich direkt zum Schießstand) durchgeführt, die Finalläufe im Stile eines Formel-1-Starts (Massenstart, bei dem sich die Reihenfolge der Startplätze nach dem Ergebnis der Qualifikation richtet). Dabei mussten im Finale die Frauen den Rundkurs fünfmal bewältigen und viermal den Schießstand absolvieren, während die Männer im Finale siebenmal in die Runde und sechsmal an den Schießstand müssen. Bei der Neuauflage ab 2018 bestehen die Qualifikationsrennen für alle Teilnehmer aus drei Runden und zweimal Schießen, die Finalrunden von 2018 bis 2021 aus sechs Runden und fünfmal Schießen (zweimal liegend, dreimal stehend), 2023 aus sieben Runden und sechsmal Schießen (dreimal liegend, dreimal stehend). 2024 wurden erstmals unterschiedliche Distanzen gelaufen; die Frauen liefen fünf Runden und schossen viermal, die Herren absolvierten sechs Runden und schossen fünfmal.
Geschossen wird auf einem Original-50-m-Kleinkaliber-Schießstand, der damit qualitativ den bei den offiziellen Winterkämpfen der IBU zum Einsatz kommenden Konstruktionen entspricht und aufgrund der Platzbeschränkung in der Stadt auf acht Schießbahnen begrenzt ist. In Püttlingen wurde dieser auf dem als Parkplatz benutzten Burgplatz aufgebaut, in Wiesbaden befand er sich auf dem Bowling Green. Die Strecke führte bei den ersten vier Austragungen durch den Kurpark, aufgrund des ungeeigneten Untergrundes und einiger Stürze wurde 2023 bei abgesperrter Strecke rund um die Straßenkreuzung Taunusstraße – Wilhelmstraße – Sonnenberger Straße gelaufen. In Dresden ist der Schießstand sowie Start und Ziel im neu eröffneten Heinz-Steyer-Stadion aufgebaut. Die Strecke führt aus dem Stadion heraus in südlicher Richtung über die Devrientstraße am Landtag vorbei, macht auf Höhe der Semperoper eine 90-Grad-Wende und führt am Elbufer zurück in Richtung des Stadions.

## Übertragung
Seit 2006 wird die Veranstaltung live im Fernsehen übertragen, zunächst auf Eurosport, seit dem Jahr 2007 im ZDF. Darüber hinaus gibt es zeitversetzte Übertragungen in Russland und Norwegen.

## Ergebnisse

### 2005
| Platz | Biathlet (M)         | Nationalität | Biathletin (F)         | Nationalität |
| ----- | -------------------- | ------------ | ---------------------- | ------------ |
| 1     | Michael Greis        | Deutschland  | Kati Wilhelm           | Deutschland  |
| 2     | Halvard Hanevold     | Norwegen     | Sabrina Buchholz       | Deutschland  |
| 3     | Ole Einar Bjørndalen | Norwegen     | Nathalie Santer        | Italien      |
| 4     | Frode Andresen       | Norwegen     | Corinne Niogret        | Frankreich   |
| 5     | Tobias Reiter        | Deutschland  | Jenny Adler            | Deutschland  |
| 6     | Jörn Wollschläger    | Deutschland  | Gunn Margit Andreassen | Norwegen     |
| 7     | Peter Sendel         | Deutschland  | Carolin Gerstner       | Deutschland  |

### 2006
| Platz | Biathlet (M)         | Nationalität | Biathletin (F)          | Nationalität |
| ----- | -------------------- | ------------ | ----------------------- | ------------ |
| 1     | Julien Robert        | Frankreich   | Sabrina Buchholz        | Deutschland  |
| 2     | Vincent Defrasne     | Frankreich   | Tadeja Brankovič        | Slowenien    |
| 3     | Halvard Hanevold     | Norwegen     | Sandrine Bailly         | Frankreich   |
| 4     | Jörn Wollschläger    | Deutschland  | Florence Baverel-Robert | Frankreich   |
| 5     | Ole Einar Bjørndalen | Norwegen     | Kati Wilhelm            | Deutschland  |
| 6     | Sven Fischer         | Deutschland  | Jenny Adler             | Deutschland  |
| 7     | Frode Andresen       | Norwegen     | Kathrin Hitzer          | Deutschland  |

### 2007
| Platz | Biathlet (M)       | Nationalität | Biathletin (F)     | Nationalität | All-Star         | Nationalität |
| ----- | ------------------ | ------------ | ------------------ | ------------ | ---------------- | ------------ |
| 1     | Carl Johan Bergman | Schweden     | Sandrine Bailly    | Frankreich   | Raphaël Poirée   | Frankreich   |
| 2     | Iwan Tscheresow    | Russland     | Kati Wilhelm       | Deutschland  | Sven Fischer     | Deutschland  |
| 3     | Andreas Birnbacher | Deutschland  | Tora Berger        | Norwegen     | Ricco Groß       | Deutschland  |
| 4     | Vincent Defrasne   | Frankreich   | Jekaterina Jurjewa | Russland     | Lars Berger      | Norwegen     |
| 5     | Michael Rösch      | Deutschland  | Andrea Henkel      | Deutschland  | Liv Grete Poirée | Norwegen     |
| 6     | Michael Greis      | Deutschland  | Helena Jonsson     | Schweden     | Katrin Apel      | Deutschland  |
| 7     | Halvard Hanevold   | Norwegen     | Kathrin Hitzer     | Deutschland  |                  |              |
| 8     | Christoph Sumann   | Osterreich   | Tadeja Brankovič   | Slowenien    |                  |              |

### 2008
| Platz | Biathlet (M)         | Nationalität | Biathletin (F)     | Nationalität | Youngster Team-Challenge             | Nationalität |
| ----- | -------------------- | ------------ | ------------------ | ------------ | ------------------------------------ | ------------ |
| 1     | Ole Einar Bjørndalen | Norwegen     | Kati Wilhelm       | Deutschland  | Marie-Laure Brunet / Martin Fourcade | Frankreich   |
| 2     | Andreas Birnbacher   | Deutschland  | Jekaterina Jurjewa | Russland     | Karolin Horchler / Benjamin Thym     | Deutschland  |
| 3     | Daniel Graf          | Deutschland  | Sabrina Buchholz   | Deutschland  | Anne Domeinski / Florian Graf        | Deutschland  |
| 4     | Michael Greis        | Deutschland  | Kathrin Hitzer     | Deutschland  | Lisa Voigt / Erik Lesser             | Deutschland  |
| 5     | Vincent Defrasne     | Frankreich   | Solveig Rogstad    | Norwegen     |                                      |              |
| 6     | Emil Hegle Svendsen  | Norwegen     | Kaisa Mäkäräinen   | Finnland     |                                      |              |
| 7     | Dmitri Jaroschenko   | Russland     | Sandrine Bailly    | Frankreich   |                                      |              |
| 8     | Alexander Wolf       | Deutschland  | Michela Ponza      | Italien      |                                      |              |

### 2009
| Platz | Biathlet (M)         | Nationalität | Biathletin (F)       | Nationalität        | Youngster Team-Challenge             | Nationalität |
| ----- | -------------------- | ------------ | -------------------- | ------------------- | ------------------------------------ | ------------ |
| 1     | Arnd Peiffer         | Deutschland  | Tora Berger          | Norwegen            | Marie-Laure Brunet / Martin Fourcade | Frankreich   |
| 2     | Michael Greis        | Deutschland  | Kaisa Mäkäräinen     | Finnland            | Jennifer Horn / Florian Graf         | Deutschland  |
| 3     | Simon Fourcade       | Frankreich   | Juliane Döll         | Deutschland         | Anne Domeinski / Erik Lesser         | Deutschland  |
| 4     | Michael Rösch        | Deutschland  | Liu Xianying         | China Volksrepublik | Synnøve Solemdal / Tarjei Bø         | Norwegen     |
| 5     | Ole Einar Bjørndalen | Norwegen     | Sandrine Bailly      | Frankreich          | Karolin Horchler / Benedikt Doll     | Deutschland  |
| 6     | Emil Hegle Svendsen  | Norwegen     | Kati Wilhelm         | Deutschland         | Müller / Alt (DNF)                   | Deutschland  |
| 7     | Maxim Tschudow       | Russland     | Swetlana Slepzowa    | Russland            |                                      |              |
| 8     | Martin Fourcade      | Frankreich   | Kathrin Hitzer (DNF) | Deutschland         |                                      |              |

### 2010
| Platz | Biathlet (M)         | Nationalität       | Biathletin (F)     | Nationalität |
| ----- | -------------------- | ------------------ | ------------------ | ------------ |
| 1     | Christoph Sumann     | Osterreich         | Marie-Laure Brunet | Frankreich   |
| 2     | Arnd Peiffer         | Deutschland        | Swetlana Slepzowa  | Russland     |
| 3     | Ole Einar Bjørndalen | Norwegen           | Sabrina Buchholz   | Deutschland  |
| 4     | Michael Greis        | Deutschland        | Selina Gasparin    | Schweiz      |
| 5     | Simon Schempp        | Deutschland        | Kaisa Mäkäräinen   | Finnland     |
| 6     | Maxim Tschudow       | Russland           | Kathrin Hitzer     | Deutschland  |
| 7     | Martin Fourcade      | Frankreich         | Andrea Henkel      | Deutschland  |
| 8     | Tim Burke            | Vereinigte Staaten | Anastasiya Kuzmina | Slowakei     |

### 2011
| Platz | Biathlet (M)         | Nationalität | Biathletin (F)     | Nationalität | Youngster Team-Challenge           | Nationalität |
| ----- | -------------------- | ------------ | ------------------ | ------------ | ---------------------------------- | ------------ |
| 1     | Andreas Birnbacher   | Deutschland  | Marie-Laure Brunet | Frankreich   | Irene Cadurisch / Serafin Wiestner | Schweiz      |
| 2     | Ole Einar Bjørndalen | Norwegen     | Magdalena Neuner   | Deutschland  | Carolin Leunig / Tobias Hermann    | Deutschland  |
| 3     | Iwan Tscheresow      | Russland     | Tora Berger        | Norwegen     | Birgit Riesle / Michael Willeitner | Deutschland  |
| 4     | Michael Greis        | Deutschland  | Kaisa Mäkäräinen   | Finnland     | Florie Vigneron / Ludwig Ehrhart   | Frankreich   |
| 5     | Björn Ferry          | Schweden     | Selina Gasparin    | Schweiz      | Miriam Behringer / Benedikt Doll   | Deutschland  |
| 6     | Tarjei Bø            | Norwegen     | Andrea Henkel      | Deutschland  |                                    |              |
| 7     | Daniel Böhm          | Deutschland  | Sabrina Buchholz   | Deutschland  |                                    |              |
| 8     | Martin Fourcade      | Frankreich   | Darja Domratschawa | Belarus      |                                    |              |

### 2012
| Platz | Biathlet (M)       | Nationalität | Biathletin (F)   | Nationalität | Youngster Team-Challenge          | Nationalität         |
| ----- | ------------------ | ------------ | ---------------- | ------------ | --------------------------------- | -------------------- |
| 1     | Martin Fourcade    | Frankreich   | Wita Semerenko   | Ukraine      | Franziska Preuß / Niklas Homberg  | Deutschland          |
| 2     | Anton Schipulin    | Russland     | Teja Gregorin    | Slowenien    | Lisa Hauser / David Komatz        | Osterreich           |
| 3     | Arnd Peiffer       | Deutschland  | Tina Bachmann    | Deutschland  | Helena Gnädinger / Tobias Hermann | Deutschland          |
| 4     | Carl Johan Bergman | Schweden     | Kaisa Mäkäräinen | Finnland     | Laurane Sauvage / Aristide Bègue  | Frankreich           |
| 5     | Andreas Birnbacher | Deutschland  | Sophie Boilley   | Frankreich   | Carolin Leunig / Roman Rees       | Deutschland          |
| 6     | Jakov Fak          | Slowenien    | Andrea Henkel    | Deutschland  | Chardine Sloof / Peppe Femling    | Niederlande Schweden |
| 7     | Michael Greis      | Schweiz      | Olga Wiluchina   | Schweiz      |                                   |                      |
| 8     | Lukas Hofer        | Italien      | Miriam Gössner   | Deutschland  |                                   |                      |

### 2013
| Platz | Biathlet (M)       | Nationalität       | Biathletin (F)          | Nationalität |
| ----- | ------------------ | ------------------ | ----------------------- | ------------ |
| 1     | Iwan Tscheresow    | Russland           | Teja Gregorin           | Slowenien    |
| 2     | Christoph Sumann   | Osterreich         | Synnøve Solemdal        | Norwegen     |
| 3     | Andreas Birnbacher | Deutschland        | Andrea Henkel           | Deutschland  |
| 4     | Arnd Peiffer       | Deutschland        | Tora Berger             | Norwegen     |
| 5     | Fredrik Lindström  | Schweden           | Olena Pidhruschna       | Ukraine      |
| 6     | Simon Schempp      | Deutschland        | Franziska Preuß         | Deutschland  |
| 7     | Tim Burke          | Vereinigte Staaten | Gabriela Soukalová      | Tschechien   |
| 8     | Alexander Os       | Norwegen           | Evi Sachenbacher-Stehle | Deutschland  |

### 2014
| Platz | Biathlet (M)         | Nationalität | Biathletin (F)       | Nationalität | Youngster Team-Challenge                 | Nationalität        |
| ----- | -------------------- | ------------ | -------------------- | ------------ | ---------------------------------------- | ------------------- |
| 1     | Erik Lesser          | Deutschland  | Tiril Eckhoff        | Norwegen     | Julie Chenevoy / Tom Lahaye-Goffart      | Belgien             |
| 2     | Michael Rösch        | Belgien      | Franziska Hildebrand | Deutschland  | Lisa Vittozzi / Maikol Demetz            | Italien             |
| 3     | Arnd Peiffer         | Deutschland  | Teja Gregorin        | Slowenien    | Estelle Mougel / Aristide Bègue          | Frankreich          |
| 4     | Simon Schempp        | Deutschland  | Dorothea Wierer      | Italien      | Lisa Hauser / Klaus Leitinger            | Osterreich          |
| 5     | Ondřej Moravec       | Tschechien   | Walentyna Semerenko  | Ukraine      | Tamara Steiner / Jarle Midthjell Gjørven | Osterreich Norwegen |
| 6     | Anton Schipulin      | Russland     | Selina Gasparin      | Schweiz      | Isabell Bednarz / Johannes Gattermann    | Deutschland         |
| 7     | Johannes Thingnes Bø | Norwegen     | Gabriela Soukalová   | Tschechien   | Ann-Tina Weippert / Christian Heß        | Deutschland         |
| 8     | Dominik Landertinger | Osterreich   | Franziska Preuß      | Deutschland  |                                          |                     |

### 2018
| Platz | Biathlet (M)         | Nationalität | Biathletin (F)        | Nationalität |
| ----- | -------------------- | ------------ | --------------------- | ------------ |
| 1     | Johannes Thingnes Bø | Norwegen     | Marte Olsbu Røiseland | Norwegen     |
| 2     | Erik Lesser          | Deutschland  | Denise Herrmann       | Deutschland  |
| 3     | Martin Fourcade      | Frankreich   | Vanessa Hinz          | Deutschland  |
| 4     | Lukas Hofer          | Italien      | Kaisa Mäkäräinen      | Finnland     |
| 5     | Arnd Peiffer         | Deutschland  | Hanna Öberg           | Schweden     |
| 6     | Fredrik Lindström    | Schweden     | Julija Dschyma        | Ukraine      |
| 7     | Benjamin Weger       | Schweiz      | Elisa Gasparin        | Schweiz      |
| 8     | Dominik Landertinger | Osterreich   | Fuyuko Tachizaki      | Japan        |

### 2019
| Platz | Biathlet (M)           | Nationalität | Biathletin (F)              | Nationalität |
| ----- | ---------------------- | ------------ | --------------------------- | ------------ |
| 1     | Tarjei Bø              | Norwegen     | Lisa Vittozzi               | Italien      |
| 2     | Johannes Thingnes Bø   | Norwegen     | Monika Hojnisz-Staręga      | Polen        |
| 3     | Quentin Fillon Maillet | Frankreich   | Dorothea Wierer             | Italien      |
| 4     | Lukas Hofer            | Italien      | Jekaterina Jurlowa-Percht   | Russland     |
| 5     | Roman Rees             | Deutschland  | Franziska Hildebrand        | Deutschland  |
| 6     | Benedikt Doll          | Deutschland  | Anastasiya Kuzmina          | Slowakei     |
| 7     | Jewgeni Garanitschew   | Russland     | Franziska Preuß             | Deutschland  |
| –     | Simon Eder (DNF)       | Osterreich   | Marte Olsbu Røiseland (DNS) | Norwegen     |

### 2020
| Platz | Biathlet (M)           | Nationalität | Biathletin (F)             | Nationalität       |
| ----- | ---------------------- | ------------ | -------------------------- | ------------------ |
| 1     | Quentin Fillon Maillet | Frankreich   | Julia Simon                | Frankreich         |
| 2     | Tarjei Bø              | Norwegen     | Markéta Davidová           | Tschechien         |
| 3     | Michal Krčmář          | Tschechien   | Clare Egan                 | Vereinigte Staaten |
| 4     | Johannes Thingnes Bø   | Norwegen     | Lena Häcki                 | Schweiz            |
| 5     | Lucas Fratzscher       | Deutschland  | Mari Eder                  | Finnland           |
| 6     | Julian Eberhard        | Osterreich   | Ingrid Landmark Tandrevold | Norwegen           |
| 7     | Benedikt Doll          | Deutschland  | Jekaterina Jurlowa-Percht  | Russland           |
| 8     | Jakov Fak              | Slowenien    | Janina Hettich             | Deutschland        |
| 9     | Serafin Wiestner       | Schweiz      | Maren Hammerschmidt        | Deutschland        |

### 2021
| Platz | Biathlet (M)           | Nationalität | Biathletin (F)             | Nationalität | Youngster Team-Challenge          | Nationalität |
| ----- | ---------------------- | ------------ | -------------------------- | ------------ | --------------------------------- | ------------ |
| 1     | Johannes Thingnes Bø   | Norwegen     | Dorothea Wierer            | Italien      | Anna Gandler / Thomas Postl       | Osterreich   |
| 2     | Said Karimulla Chalili | Russland     | Julia Simon                | Frankreich   | Océane Michelon / Mathieu Garcia  | Frankreich   |
| 3     | Lukas Hofer            | Italien      | Markéta Davidová           | Tschechien   | Luise Müller / Darius Lodl        | Deutschland  |
| 4     | Roman Rees             | Deutschland  | Julija Dschyma             | Ukraine      | Thaïs Barthélémy / César Beauvais | Belgien      |
| 5     | Dmytro Pidrutschnyj    | Ukraine      | Monika Hojnisz-Staręga     | Polen        | Lea Meier / Laurin Fravi          | Schweiz      |
| 6     | Jakov Fak              | Slowenien    | Ingrid Landmark Tandrevold | Norwegen     | Natalie Keller / Franz Schaser    | Deutschland  |
| 7     | Philipp Nawrath        | Deutschland  | Lena Häcki                 | Schweiz      |                                   |              |
| 8     | Erik Lesser            | Deutschland  | Janina Hettich             | Deutschland  |                                   |              |
| 9     | Tarjei Bø (DNF)        | Norwegen     | Vanessa Voigt              | Deutschland  |                                   |              |

### 2023
| Platz | Biathlet (M)        | Nationalität | Biathletin (F)  | Nationalität | Youngster Team-Challenge              | Nationalität        |
| ----- | ------------------- | ------------ | --------------- | ------------ | ------------------------------------- | ------------------- |
| 1     | Sturla Holm Lægreid | Norwegen     | Lisa Vittozzi   | Italien      | Charlotte Gallbronner / Fabian Kaskel | Deutschland         |
| 2     | Roman Rees          | Deutschland  | Anna Weidel     | Deutschland  | Amy Dunkel / Witalij Mandsyn          | Deutschland Ukraine |
| 3     | Tarjei Bø           | Norwegen     | Lou Jeanmonnot  | Frankreich   | Julia Tannheimer / Linus Kesper       | Deutschland         |
| 4     | Martin Ponsiluoma   | Schweden     | Dorothea Wierer | Italien      | Maya Cloetens / Julien Petitjacques   | Belgien             |
| 5     | Niklas Hartweg      | Schweiz      | Hanna Öberg     | Schweden     | Julia Vogler / Tim Nechwatal          | Deutschland         |
| 6     | Benedikt Doll       | Deutschland  | Hanna Kebinger  | Deutschland  | Marie Hubl / Ansgar Klein             | Deutschland         |
| 7     | Fabien Claude       | Frankreich   | Vanessa Voigt   | Deutschland  |                                       |                     |
| 8     | Dmytro Pidrutschnyj | Ukraine      | Julija Dschyma  | Ukraine      |                                       |                     |
| 9     | Florent Claude      | Belgien      | Anna Gandler    | Osterreich   |                                       |                     |

### 2024
| Platz | Biathlet (M)         | Nationalität | Biathletin (F)             | Nationalität | Youngster Team-Challenge                 | Nationalität |
| ----- | -------------------- | ------------ | -------------------------- | ------------ | ---------------------------------------- | ------------ |
| 1     | Jakov Fak            | Slowenien    | Lisa Vittozzi              | Italien      | Johanna Lehnung / Tim Nechwatal          | Deutschland  |
| 2     | Johannes Thingnes Bø | Norwegen     | Johanna Puff               | Deutschland  | Alma Siegismund / Fabian Kaskel          | Deutschland  |
| 3     | Justus Strelow       | Deutschland  | Karoline Offigstad Knotten | Norwegen     | Ilona Plecháčová / David Eliáš           | Tschechien   |
| 4     | Tarjei Bø            | Norwegen     | Franziska Preuß            | Deutschland  | Dorian Endler / Lea Zimmermann           | Deutschland  |
| 5     | Philipp Nawrath      | Deutschland  | Marion Wiesensarter        | Deutschland  | Fabian Suchodolski / Anna Nędza-Kubiniec | Polen        |
| 6     | David Komatz         | Osterreich   | Markéta Davidová           | Tschechien   |                                          |              |
| 7     | Tero Seppälä         | Finnland     | Ingrid Landmark Tandrevold | Norwegen     |                                          |              |
| 8     | Roman Rees           | Deutschland  | Paulína Bátovská Fialková  | Slowakei     |                                          |              |
| 9     | Florent Claude       | Belgien      | Anna Gandler               | Osterreich   |                                          |              |
| 10    | Lukas Hofer (DNS)    | Italien      | Anna Andexer               | Osterreich   |                                          |              |

Vor dem Start sagten Simon Eder, Janina Hettich-Walz, Tuuli Tomingas und Julija Dschyma ihren Start ab. Sie wurden durch David Komatz, Marion Wiesensarter, Johanna Puff und Anna Andexer, die ursprünglich als Teilnehmerin an der Youngster-Team-Challenge eingeplant war, ersetzt. Lukas Hofer verletzte sich tags vor dem Start und konnte ebenfalls nicht an den Start gehen.